# Steven De Waard
Steven De Waard (* 5. Mai 1991 in Brisbane, Queensland) ist ein australischer Tennisspieler.

## Karriere
De Waard spielt hauptsächlich Turniere der zweit- und drittklassigen ITF Future Tour sowie ATP Challenger Tour.
Er spielt seit 2011 Profiturniere, ohne sich zunächst in der Weltrangliste positionieren zu können. Erst Ende 2014 gelang ihm im Einzel und Doppel der Einzug in die Top 1000. Während er im Einzel auf diesem Niveau verblieb, gelang ihm im Doppel der Sprung in die Top 300 zum Jahresende 2015. Im Folgejahr konnte er sich durch sieben Doppelsiege auf der Future Tour und erste Erfolge (Halbfinale in Canberra und Finalniederlage in Tampere) auf der Challenger Tour um weitere 100 Plätze steigern konnte.
Nachdem er zu Beginn des Jahres in Happey Valley und Burnie noch im Finale gescheitert war, gewann er im Mai 2017 seinen ersten Titel auf der Challenger Tour. In Todi setzte er sich im Doppelfinale an der Seite seines Landsmannes Ben McLachlan gegen das Brüderpaar Marin und Tomislav Draganja in drei Sätzen durch. Durch diesen Erfolg schaffte er im Juli 2017 mit dem 124. Rang seine beste Platzierung in der Weltrangliste.

## Erfolge
| Legende (Anzahl der Siege)  |
| Grand Slam                  |
| ATP World Tour Finals       |
| ATP World Tour Masters 1000 |
| ATP World Tour 500          |
| ATP World Tour 250          |
| ATP Challenger Tour (1)     |

### Einzel

#### Turniersiege
| Nr. | Datum         | Turnier | Belag | Partner       | Finalgegner                      | Ergebnis          |
| --- | ------------- | ------- | ----- | ------------- | -------------------------------- | ----------------- |
| 1.  | 23. Juni 2017 | Todi    | Sand  | Ben McLachlan | Marin Draganja Tomislav Draganja | 6:77, 6:4, [10:7] |